# Robert Kurz
Robert Kurz (Nuremberg, 24 de desembre de 1943 - Nuremberg, 18 de juliol de 2012) fou un filòsof, escriptor i periodista alemany.

## Biografia
Nascut el 24 de desembre de 1943 a la ciutat bavaresa de Nuremberg, dedicà els seus estudis a la Filosofia, la Historia i la Pedagogia. Fou cofundador i editor de la revista teòrica: EXIT-Kritik und Krise der Warengesellschaft.
Les seves obres versen sobre la teoria de la crisi i la modernització, l'anàlisi crític del sistema del món capitalista, la crítica a la Il·lustració i la relació entre cultura i economia. Difongué els seus assaigs amb regularitat en periòdics i revistes d'Alemanya, Àustria, Suïssa i Brasil.
Morí el 18 de juliol de 2012, als seixanta-vuit anys, a la seva ciutat natal.

## Obres seleccionades
- 1991: Der Kollaps der Modernisierung. Vom Zusammenbruch des Kasernensozialismus zur Krise der Weltökonomie, Eichborn Verlag, ISBN 3-8218-4421-3.
- 1991: Honeckers Rache. Zur politischen Ökonomie des wiedervereinigten Deutschlands, Edition Tiamat, ISBN 3-923118-62-7.
- 1993: Potemkins Rückkehr. Attrappen-Kapitalismus und Verteilungskrieg in Deutschland, Edition Tiamat, ISBN 3-923118-28-7.
- 1993: Der Letzte macht das Licht aus. Zur Krise von Demokratie und Marktwirtschaft, Edition Tiamat, ISBN 3-923118-88-0.
- 1999: Die Welt als Wille und Design. Postmoderne, Lifestyle-Linke und die Ästhetisierung der Krise, Edition Tiamat, ISBN 3-89320-024-X.
- 1999: Schwarzbuch Kapitalismus. Ein Abgesang auf die Marktwirtschaft, Eichborn Verlag, ISBN 3-8218-0491-2.
- 2000: Marx lesen. Die wichtigsten Texte von Karl Marx für das 21. Jahrhundert, Eichborn Verlag, ISBN 3-8218-1644-9.
- 2003: Weltordnungskrieg. Das Ende der Souveränität und die Wandlungen des Imperialismus im Zeitalter der Globalisierung, Horlemann Verlag, ISBN 3-89502-149-0.
- 2003: Die antideutsche Ideologie. Vom Antifaschismus zum Krisenimperialismus: Kritik des neuesten linksdeutschen Sektenwesens in seinen theoretischen Propheten, Unrast Verlag, ISBN 3-89771-426-4.
- 2004: Blutige Vernunft. Essays zur emanzipatorischen Kritik der kapitalistischen Moderne und ihrer westlichen Werte, Horlemann Verlag, ISBN 3-89502-182-2.
- 2005: Das Weltkapital. Globalisierung und innere Schranken des modernen warenproduzierenden Systems, Edition Tiamat, ISBN 3-89320-085-1.
- 2012: Geld ohne Wert. Grundrisse zu einer Transformation der Kritik der politischen Ökonomie, Horlemann Verlag, ISBN 978-3-89502-343-9.